# Эрслев, Кристиан
Кристиан Софус Август Эрслев (дат. Kristian Sofus August Erslev; 28 декабря 1852, Копенгаген — 20 июня 1930, Фредериксберг) — датский историк-медиевист. Педагог, профессор истории Копенгагенского университета (1883—1916), директор Государственного архива Дании (1916—1924).

## Биография
Сын книгоиздателя. С 1870 обучался в Университете Копенгагена. После его окончания, до августа 1879 года находился за границей, посещал архивы Германии, Италии, Греции, Парижа во Франции. В 1877 был в числе создателей Общества издания источников по датской истории.
В 1879 стал доктором философии по истории. С 1881 работал сотрудником королевского датского архива.
С 1883 — профессор истории университета Копенгагена. В 1910/1911 — ректор Копенгагенского университета.
В 1886 — член Королевского датского общества истории Отечества, а с мая 1888 года — член Академии наук Дании.
В 1890 году избран в Совет директоров исторического общества.

## Научная деятельность
Наиболее крупный представитель нового для Дании конца XIX века радикально-позитивистского направления в историографии.
Один из основателей датского критического источниковедения. Провёл реформу исторического образования, введя семинары по образцу германских университетов, создал школу датских историков, отличающуюся скрупулёзным критическим подходом к источникам.
Автор ряд работ по вопросам источниковедения и методики исторического исследования («Grundsaetninger for historisk Kildekritik», Kbh., 1892; «Historisk teknik», 2 utg., Kbh., 1954).
К. Эрслев одним из первых обратился к социально-экономической истории средневековой Дании (хотя в целом преувеличивал роль королевской власти в развитии страны).
Основные работы К. Эрслева посвящены датской истории во времена короля Вальдемара I Великого, в период Кальмарской унии, взаимоотношениям короны и ленников в XVI веке, шлезвигскому вопросу в средние века. Под его руководством было издано несколько публикаций средневековых источников (в том числе «Repertorium diplomaticum regni danici mediaevalis», Bd 1-4, Kbh., 1894—1912).
В 1903 году был номинирован на Нобелевскую премию по литературе.
Похоронен на Старом кладбище Фредериксберга.

## Избранные труды
- «Konge og Lensmand i det XVI de Aarhundrede» (Копенгаген, 1879);
- «Dronning Margrete og Kalmarunionens Grundläggelse» (1882);
- «Aktstykker og Oplysninger til Rigsraadets og Ständermodernes Historie i Christian IV’s Tid» (I—II, 1883—90).

## Награды
- Большой крест Ордена Данеброг
- ордена Исландии, Норвегии и Швеции.